# إسقمريات
الأسقمريات (Scombridae) هي فصيلة سمك الإسقمري والتنّ (tuna) والبينيث (bonito)، وبذلك تضم العديد من الأطعمة السمكية المهمة والمعروفة للجميع. وتتكون هذه الفصيلة من حوالي 55 نوعًا مقسمة على 15 جنسًا وفصيلتين فرعيتين. وجميع الأنواع من سكومبريناي (Scombrinae) باستثناء التونة الفراشة (Butterfly kingfish) وهي العضو الوحيد في الفصيلة الفرعية جاستيروتشيسماتيناي (Gasterochismatinae).
والأسقمريات لها زعنفتان ظهريتان، وسلسلة من (Fish anatomy) الشعيرات (finlet) خلف الزعنفة الظهرية الخلفية (rear dorsal fin) والزعنفة الشرجية (anal fin). أما الزعنفة الذيلية (caudal fin) فمفرقة وصلبة جدًا وبها قاعدة ضامرة وثلمة. والطبيعي أن تكون الزعنفة الظهرية (الشوكية) الأولى والزعانف الحوضية (pelvic) منكمشة داخل تجويف الجسم. ويتراوح طول هذه الأنواع من 20 سم وهو طول إسقمري الجزيرة (island mackerel) إلى 458 سم الذي سجلته سمكة بلوفين الشمالي (Atlantic bluefin tuna) العملاقة.
وعلى وجه العموم، فإن أسماك الأسقمريات هي أسماك مفترسة في المحيط المفتوح، وتوجد على مستوى العالم في المياه الاستوائية والمعتدلة. ولديها قدرة لا يستهان بها بسبب جسمها الشديد والانسيابية والزعانف السحبية. وبعض أفراد هذه الفصيلة، وخصوصًا التونة يلاحظ أنها ثابتة الحرارة (ذات دم حار)، وهي سمة لها دور في زيادة سرعتها ونشاطها. ومما يساعدها على التكيف أيضًا هو امتلاكها لكمية هائلة من العضلات الحمراء مما يجعلها تحافظ على نشاطها لفترات طويلة. ومن أسرع الأسقمريات هي سمكة واهو (wahoo)، التي تتحرك بسرعة 75 كيلومتر في الساعة (47 ميل/س).

## التصنيف
قسم إيفرمان (Jordan) وجوردن (Evermann) وكلارك (Clark) (1930) هذه الأسماك إلى أربع فصائل هي: السبوسيات (Cybiidae) والتونة المخططة (Katsuwonidae) والأسقمريات والتونة الشائعة (Thunnidae)، ولكن هذه المقالة تتبع قاعدة بيانات الأسماك (FishBase) في الأسماك المنسوبة لفصيلة الأسقمريات فقط.
وهناك حوالي ستون نوعًا موجودًا موزعة على أربعة عشر جنسًا:
فصيلة الأسقمريات
- الفصيلة الفرعية Gasterochismatinae
  - جنس Gasterochisma
- الفصيلة الفرعية Scombrinae
  - قبيلة Scombrini - الإسقمري
    - جنس سمك القرفة
    - جنس إسقمري

  - قبيلة Scomberomorini -
    - جنس واهو
    - جنس Grammatorcynus
    - جنس Orcynopsis
    - جنس كنعد

  - قبيلة Sardini
    - جنس بينيث
    - جنس Cybiosarda
    - جنس Gymnosarda

  - قبيلة تونة
    - جنس اللوثونوس
    - جنس تبان
    - جنس صدة
    - جنس تونة وثابة
    - جنس تن